# Epictia teaguei
Epictia teaguei — вид змій родини струнких сліпунів (Leptotyphlopidae). Ендемік Перу.

## Поширення і екологія
Epictia teaguei відомі з типової місцевості, розташованої в долині річки Чотано, між містами Чота і Кутерво в регіоні Кахамарка на півночі Перу, на висоті 2350 м над рівнем моря. Вони живуть у вологих гірських тропічних лісах.